# مانيل دي لا روزا
مانيل دي لا روزا (بالإسبانية: Manel de la Rosa)‏ (1961، برشلونة في إسبانيا)؛ كاتب وروائي إسباني.